# Neocteniza malkini
Neocteniza malkini là một loài nhện trong họ Idiopidae.
Loài này thuộc chi Neocteniza. Neocteniza malkini được Norman I miêu tả năm 1981. Platnick & Shadab.